# Monte Chaitén
Il monte Chaitén è un vulcano del sud del Cile nella provincia di Palena, all'estremo nord della Patagonia cilena. 

## Descrizione
È situato sulla faglia Liquiñe-Ofqui, all'incrocio di tre placche continentali, dell'America del Sud a est, quella antartica a sud ovest e quella di Nazca a nord ovest. Domina la capitale provinciale che porta lo stesso nome del monte, posta a una decina di chilometri. La caldera ovoidale lunga 4 e larga 2.5 chilometri si è formata circa diecimila anni fa, lasciando un importante deposito di ossidiana, che le popolazioni locali del neolitico utilizzarono largamente. Manufatti di questa pietra si sono ritrovati fino a una distanza di quattrocento chilometri attorno alla regione.

## Eruzione del 2008-2011
- Il 2 maggio 2008, dopo una serie di movimenti tellurici, è entrato in eruzione, scagliando un'importante colonna di ceneri che ha costretto all'evacuazione di circa 1.500 abitanti delle pendici del monte. Nei giorni seguenti si è proceduto all'evacuazione di tutta la regione circostante compresa la capitale, visto l'aggravarsi della situazione. Nella prima fase è stata segnalata la morte di una sola persona, molto anziana, che durante il trasporto è deceduta.

Il vulcano era inattivo da molti anni, una stima iniziale datava la precedente eruzione a 9.000-10.000 anni fa, indagini successive hanno identificato altri periodi eruttivi, l'ultimo dei quali risalente alla metà del XVII secolo.
Dopo tre settimane di eruzione, i due crateri inizialmente formatisi si sono fusi in uno. I maggiori disagi in questa fase si sono avuti in Patagonia, Argentina dove i venti predominanti hanno spinto le ceneri causando non pochi inconvenienti alla popolazione locale con chiusura di aeroporti e altre infrastrutture. In Cile la preoccupazione riguardava in particolare l'industria della pesca nel Golfo del Corcovado, visto l'importante deposito in mare di ceneri.
- Il 18 febbraio 2009, il duomo che si era formato nella caldera del vulcano è collassato nel suo fianco sud, aprendo una voragine di circa un chilometro e ha emesso una imponente colonna di ceneri alta oltre otto chilometri e che ha coinvolto 30 milioni di tonnellate di materiale, una colata piroclastica si è fermata a pochi chilometri dall'abitato di Chaitén. Le autorità hanno disposto la totale evacuazione di tutti gli abitanti della regione.
- 29 settembre 2009, l'attività del vulcano prosegue senza sosta costruendo un nuovo importante duomo di lava nella caldera del vulcano, si teme un collasso dello stesso con conseguenti colate piroclastiche e lahar.
- L'eruzione si è conclusa nel maggio del 2011.

Durante un'eruzione è stato osservato il fenomeno del Temporale eruttivo.

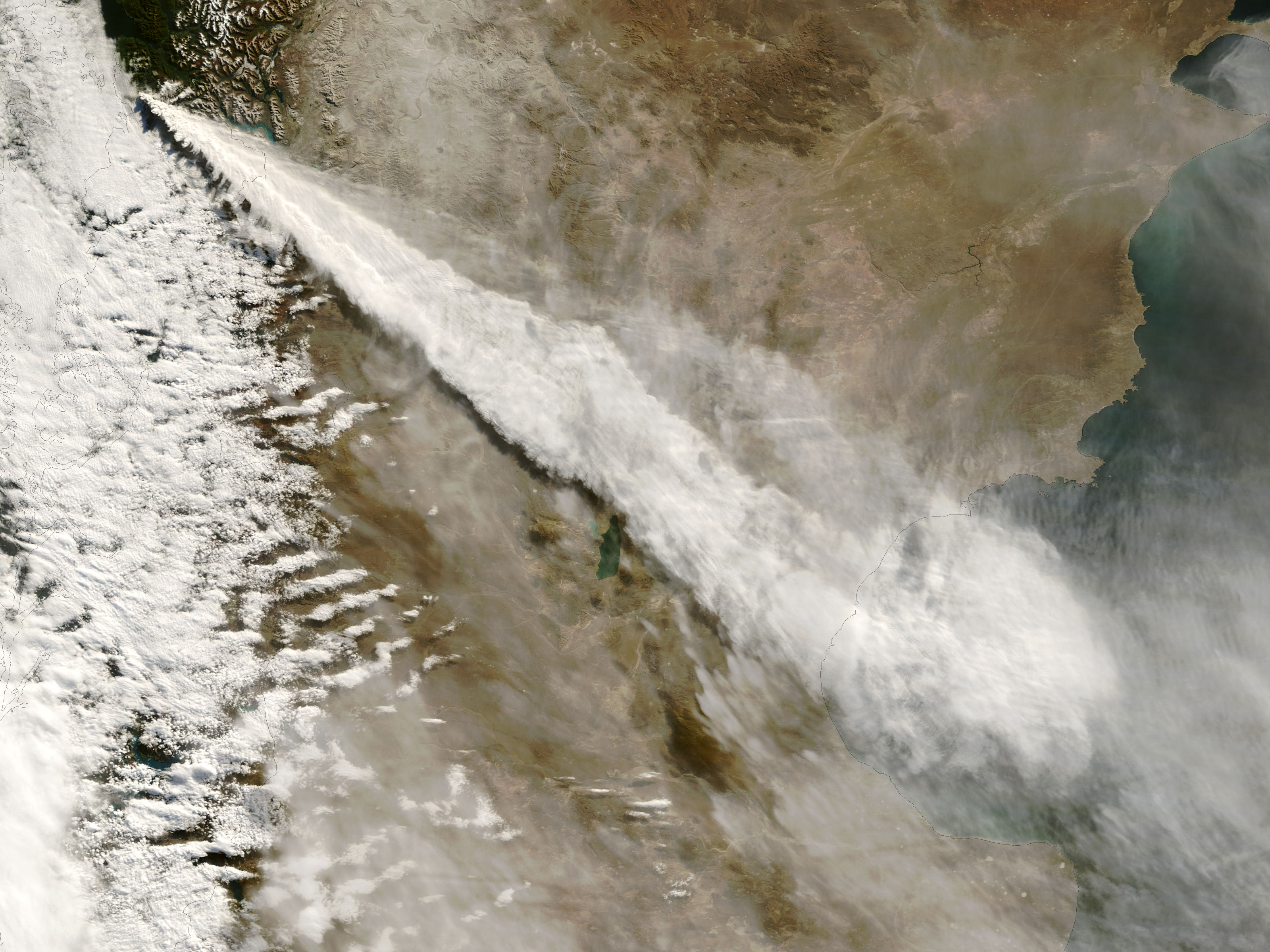
Il pennacchio vulcanico spinto verso sud est
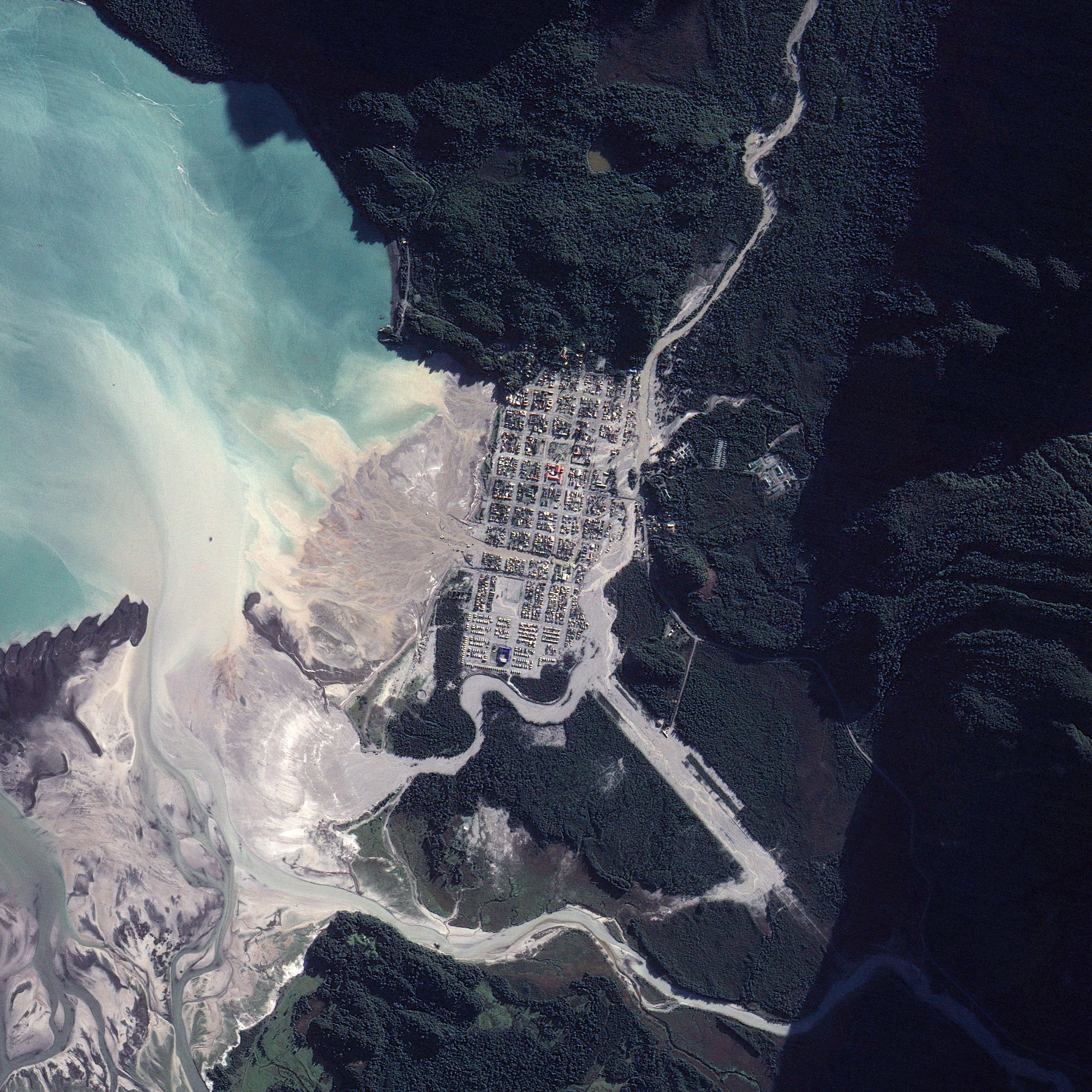
Baia e cittadina di Chaitén, effetti dalle ceneri del vulcano
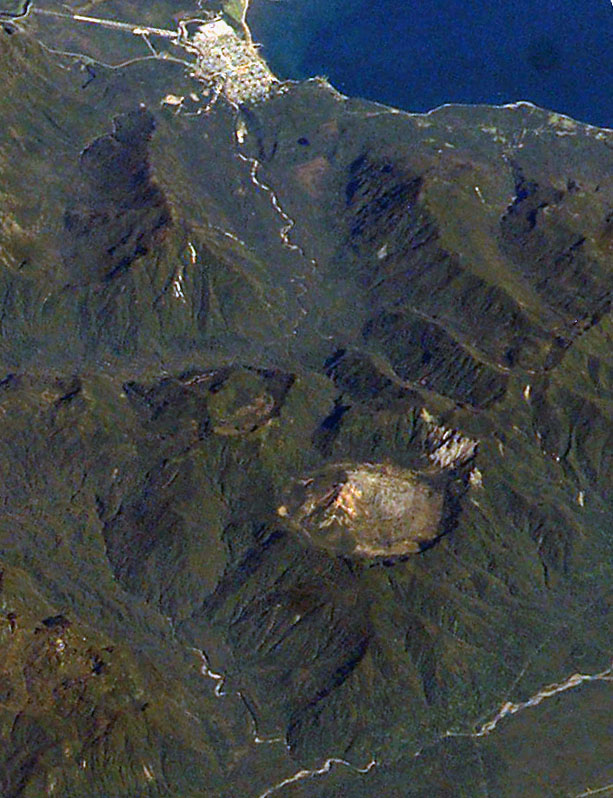
Foto satellitare del vulcano nel 2003, la caldera è chiaramente visibile nella parte bassa dell'immagine mentre la cittadina di Chaitén si trova in alto